# Souchevo (Chtip)
Souchevo (en macédonien Сушево) est un village de l'est de la Macédoine du Nord, situé dans la municipalité de Chtip. Le village comptait 11 habitants en 2002. Il est majoritairement valaque.

## Démographie
Lors du recensement de 2002, le village comptait :
- Valaques : 11